# Hallescher Fußball-Club 2017-2018
Questa voce raccoglie le informazioni riguardanti l'Hallescher Fußball-Club nelle competizioni ufficiali della stagione 2017-2018.

## Stagione
Nella stagione 2017-2018 l'Hallescher, allenato da Rico Schmitt, concluse il campionato di 3. Liga al 13º posto.

## Rosa
| N. |                                 | Ruolo | Calciatore            |
| -- | ------------------------------- | ----- | --------------------- |
| 1  | Germania (bandiera)             | P     | Oliver Schnitzler     |
| 2  | Germania (bandiera)             | D     | Tobias Schilk         |
| 4  | Germania (bandiera)             | D     | Hendrik Starostzik    |
| 5  | Germania (bandiera)             | D     | Klaus Gjasula         |
| 6  | Germania (bandiera)             | A     | Toni Lindenhahn       |
| 7  | Germania (bandiera)             | C     | Martin Röser          |
| 8  | Germania (bandiera)             | C     | Daniel Bohl           |
| 9  | Bosnia ed Erzegovina (bandiera) | C     | Benjamin Pintol       |
| 10 | Germania (bandiera)             | A     | Mathias Fetsch        |
| 11 | Libano (bandiera)               | A     | Hilal El Helwe        |
| 13 | Germania (bandiera)             | D     | Stefan Kleineheismann |
| 15 | Germania (bandiera)             | A     | Justin Neumann        |
| 17 | Germania (bandiera)             | C     | Pascal Pannier        |
| 18 | Germania (bandiera)             | C     | Martin Ludwig         |
| 19 | Germania (bandiera)             | A     | Vincent Stenzel       |

| N. |                        | Ruolo | Calciatore              |
| -- | ---------------------- | ----- | ----------------------- |
| 20 | Stati Uniti (bandiera) | C     | Royal-Dominique Fennell |
| 21 | Germania (bandiera)    | C     | Erik Zenga              |
| 22 | Germania (bandiera)    | C     | Marvin Ajani            |
| 23 | Ghana (bandiera)       | A     | Braydon Manu            |
| 24 | Germania (bandiera)    | C     | Julian Guttau           |
| 25 | Croazia (bandiera)     | A     | Petar Slišković         |
| 26 | Germania (bandiera)    | D     | Tobias Müller           |
| 27 | Germania (bandiera)    | D     | Fabian Baumgärtel       |
| 28 | Germania (bandiera)    | D     | Fabian Franke           |
| 29 | Germania (bandiera)    | D     | Niklas Kastenhofer      |
| 31 | Germania (bandiera)    | D     | Niklas Landgraf         |
| 32 | Germania (bandiera)    | P     | Tom Müller              |
| 33 | Germania (bandiera)    | P     | Michael Netolitzky      |
| 34 | Germania (bandiera)    | D     | Max Barnofsky           |
|    | Germania (bandiera)    | D     | Georg Böhme             |

## Organigramma societario
Area tecnica
- Allenatore: Rico Schmitt
- Allenatore in seconda: Marco Kämpfe
- Preparatore dei portieri: Bernd Jayme
- Preparatori atletici:

## Calciomercato

### Sessione estiva
| Acquisti | Acquisti           | Acquisti           | Acquisti |
| R.       | Nome               | da                 | Modalità |
| -------- | ------------------ | ------------------ | -------- |
| C        | Erik Zenga         | Sandhausen         |          |
| C        | Daniel Bohl        | Magonza II         |          |
| D        | Georg Böhme        | RB Lipsia U17      |          |
| D        | Niklas Landgraf    | Dinamo Dresda      |          |
| A        | Braydon Manu       | E. Braunschweig II |          |
| C        | Pascal Pannier     | Hallescher U19     |          |
| A        | Petar Slišković    | Magonza II         |          |
| D        | Hendrik Starostzik | Dinamo Dresda      |          |

| Cessioni | Cessioni         | Cessioni          | Cessioni |
| R.       | Nome             | a                 | Modalità |
| -------- | ---------------- | ----------------- | -------- |
| D        | Florian Brügmann | Carl Zeiss Jena   |          |
| A        | Selim Aydemir    | Erzurumspor       |          |
| P        | Fabian Bredlow   | Norimberga        |          |
| C        | Dorian Diring    | Waldhof Mannheim  |          |
| A        | Tobias Müller    | Viktoria Colonia  |          |
| C        | Sascha Pfeffer   | Lokomotive Lipsia |          |
| D        | André Wallenborn | Viktoria Colonia  |          |

### Sessione invernale
| Acquisti | Acquisti | Acquisti | Acquisti |
| R.       | Nome     | da       | Modalità |
| -------- | -------- | -------- | -------- |

| Cessioni | Cessioni | Cessioni | Cessioni |
| R.       | Nome     | a        | Modalità |
| -------- | -------- | -------- | -------- |

## Risultati

### 3. Liga

#### Girone di andata
| Arbitro: | Zwayer |

|                                                   |           |                                                        |
| Pintol 1’ (rig.) Helwe 73’ Slišković 74’ Manu 84’ | Marcatori | 5’ Zolinski 18’ (rig.) Vucinovic 45’ Srbeny 60’ Michel |

| Arbitro: | Hartmann |

|                       |           |               |
| Wegkamp 58’ Morys 69’ | Marcatori | 72’ Slišković |

| Arbitro: | Koslowski |

|  |           |                     |
|  | Marcatori | 36’ Thiele 60’ Tuma |

| Arbitro: | Thomsen |

|                                  |           |                                  |
| Savran 6’ Álvarez 43’ Tigges 81’ | Marcatori | 15’, 70’ (rig.) Pintol 78’ Helwe |

| Arbitro: | Schütz |

|               |           |                      |
| Slišković 85’ | Marcatori | 17’ Bigalke 79’ Hain |

| Arbitro: | Willenborg |

|                 |           |           |
| Schleusener 66’ | Marcatori | 13’ Röser |

| Arbitro: | Storks |

|                         |           |                      |
| Röser 32’ Slišković 66’ | Marcatori | 39’ (rig.) Schäffler |

| Arbitro: | Mix |

|                   |           |          |
| Brandenburger 10’ | Marcatori | 5’ Helwe |

| Arbitro: | Börner |

|            |           |                                |
| Käuper 36’ | Marcatori | 58’ (rig.) Baumgärtel 89’ Manu |

| Arbitro: | Winkmann |

|  |           |                               |
|  | Marcatori | 20’, 69’ Reinhardt 42’ Slavov |

| Arbitro: | Fritsch |

|                            |           |          |
| Oesterhelweg 14’ Heyer 47’ | Marcatori | 8’ Helwe |

| Arbitro: | Weickenmeier |

|                           |           |  |
| Röser 16’ Fetsch 20’, 89’ | Marcatori |  |

| Arbitro: | Cortus |

|              |           |            |
| Kammlott 27’ | Marcatori | 90’ Müller |

| Arbitro: | Müller |

|                      |           |  |
| Röser 6’ Gjasula 49’ | Marcatori |  |

| Arbitro: | Willenborg |

|            |           |  |
| Königs 53’ | Marcatori |  |

| Arbitro: | Bokop |

|                                             |           |  |
| Baumgärtel 10’ Kleineheismann 37’ Röser 65’ | Marcatori |  |

| Arbitro: | Jablonski |

|                      |           |                   |
| Beck 8’ Niemeyer 12’ | Marcatori | 67’ (aut.) Handke |

| Arbitro: | Brütting |

|  |           |                                                |
|  | Marcatori | 55’ (aut.) Kleineheismann 90’ (rig.) Benyamina |

| Arbitro: | Winter |

|          |           |            |
| König 7’ | Marcatori | 69’ Fetsch |

#### Girone di ritorno
| Paderborn 15 dicembre 2017, ore 19:00 CET 20ª giornata | Paderborn | 0 – 0 referto | Hallescher | Benteler-Arena (5 431 spett.)\| Arbitro: \| Bacher \| |
| Arbitro:                                               | Bacher    |               |            |                                                       |

| Arbitro: | Willenborg |

|                           |           |                                  |
| Ajani 19’, 56’ Fetsch 22’ | Marcatori | 49’ Schnellbacher 62’ Preißinger |

| Arbitro: | Reichel |

|                 |           |           |
| Thiele 62’, 72’ | Marcatori | 74’ Zenga |

| Arbitro: | Zorn |

|           |           |  |
| Ajani 53’ | Marcatori |  |

| Arbitro: | Osmanagic |

|            |           |                |
| Porath 53’ | Marcatori | 43’ Baumgärtel |

| Arbitro: | Bläser |

|  |           |                 |
|  | Marcatori | 62’ Schleusener |

| Arbitro: | Schult |

|                                       |           |           |
| Schäffler 7’ Andrist 65’ Diawusie 90’ | Marcatori | 17’ Ajani |

| Arbitro: | Petersen |

|  |           |                                           |
|  | Marcatori | 21’ Keita-Ruel 55’ Brandenburger 76’ Menz |

| Arbitro: | Winter |

|                    |           |  |
| Gjasula 66’ (rig.) | Marcatori |  |

| Arbitro: | Siebert |

|           |           |           |
| Frahn 48’ | Marcatori | 79’ Zenga |

| Arbitro: | Kornblum |

|             |           |  |
| Gjasula 17’ | Marcatori |  |

| Arbitro: | Dietz |

|  |           |                              |
|  | Marcatori | 27’, 54’ Lindenhahn 53’ Bohl |

| Arbitro: | Osmanagic |

|                                |           |  |
| Manu 3’ Fennell 33’ Fetsch 41’ | Marcatori |  |

| Arbitro: | Schütz |

|                          |           |                           |
| Tankulić 26’ Vidovič 90’ | Marcatori | 50’ Baumgärtel 60’ Fetsch |

| Arbitro: | Bokop |

|                       |           |                                  |
| Ahlschwede 66’ (aut.) | Marcatori | 33’ Nikolaou 63’ Mast 87’ Bytyqi |

| Arbitro: | Bläser |

|           |           |                      |
| Akono 34’ | Marcatori | 41’ Zenga 77’ Fetsch |

| Arbitro: | Pfeifer |

|  |           |                    |
|  | Marcatori | 32’, 53’ Lohkemper |

| Arbitro: | Schult |

|                                          |           |                |
| Scherff 8’ Henning 31’, 82’ Väyrynen 84’ | Marcatori | 58’, 74’ Röser |

| Arbitro: | Brütting |

|                              |           |  |
| Röser 11’ Kleineheismann 25’ | Marcatori |  |

## Statistiche

### Statistiche di squadra
| Competizione | Punti | In casa | In casa | In casa | In casa | In casa | In casa | In trasferta | In trasferta | In trasferta | In trasferta | In trasferta | In trasferta | Totale | Totale | Totale | Totale | Totale | Totale | DR |
| Competizione | Punti | G       | V       | N       | P       | Gf      | Gs      | G            | V            | N            | P            | Gf           | Gs           | G      | V      | N      | P      | Gf     | Gs     | DR |
| ------------ | ----- | ------- | ------- | ------- | ------- | ------- | ------- | ------------ | ------------ | ------------ | ------------ | ------------ | ------------ | ------ | ------ | ------ | ------ | ------ | ------ | -- |
| 3. Liga      | 49    | 19      | 10      | 1       | 8       | 27      | 25      | 19           | 3            | 9            | 7            | 25           | 29           | 38     | 13     | 10     | 15     | 52     | 54     | -2 |
| Totale       | 49    | 19      | 10      | 1       | 8       | 27      | 25      | 19           | 3            | 9            | 7            | 25           | 29           | 38     | 13     | 10     | 15     | 52     | 54     | -2 |

### Andamento in campionato
| Giornata  | 1 | 2  | 3  | 4  | 5  | 6  | 7  | 8  | 9  | 10 | 11 | 12 | 13 | 14 | 15 | 16 | 17 | 18 | 19 | 20 | 21 | 22 | 23 | 24 | 25 | 26 | 27 | 28 | 29 | 30 | 31 | 32 | 33 | 34 | 35 | 36 | 37 | 38 |
| --------- | - | -- | -- | -- | -- | -- | -- | -- | -- | -- | -- | -- | -- | -- | -- | -- | -- | -- | -- | -- | -- | -- | -- | -- | -- | -- | -- | -- | -- | -- | -- | -- | -- | -- | -- | -- | -- | -- |
| Luogo     | C | T  | C  | T  | C  | T  | C  | T  | T  | C  | T  | C  | T  | C  | T  | C  | T  | C  | T  | T  | C  | T  | C  | T  | C  | T  | C  | C  | T  | C  | T  | C  | T  | C  | T  | C  | T  | C  |
| Risultato | N | P  | P  | N  | P  | N  | V  | N  | V  | P  | P  | V  | N  | V  | P  | V  | P  | P  | N  | N  | V  | P  | V  | N  | P  | P  | P  | V  | N  | V  | V  | V  | N  | P  | V  | P  | P  | V  |
| Posizione | 6 | 12 | 13 | 15 | 16 | 17 | 14 | 16 | 11 | 16 | 15 | 12 | 13 | 11 | 11 | 10 | 11 | 12 | 12 | 13 | 12 | 13 | 12 | 12 | 13 | 16 | 17 | 15 | 15 | 13 | 11 | 11 | 11 | 12 | 11 | 12 | 13 | 13 |

Legenda:

Luogo: C = Casa; T = Trasferta. Risultato: V = Vittoria; N = Pareggio; P = Sconfitta.

### Statistiche dei giocatori
| M. Ajani          | 30 | 4 | 3  | 1 |
| M. Barnofsky      | 12 | 0 | 3  | 1 |
| F. Baumgärtel     | 36 | 4 | 6  | 0 |
| D. Bohl           | 22 | 1 | 6  | 0 |
| G. Böhme          | 0  | 0 | 0  | 0 |
| R. Fennell        | 24 | 1 | 8  | 0 |
| M. Fetsch         | 34 | 7 | 1  | 0 |
| F. Franke         | 6  | 0 | 2  | 0 |
| K. Gjasula        | 23 | 3 | 12 | 0 |
| J. Guttau         | 0  | 0 | 0  | 0 |
| H. Helwe          | 30 | 4 | 2  | 0 |
| N. Kastenhofer    | 0  | 0 | 0  | 0 |
| S. Kleineheismann | 33 | 2 | 5  | 0 |
| N. Landgraf       | 18 | 0 | 2  | 0 |
| T. Lindenhahn     | 23 | 2 | 3  | 0 |
| M. Ludwig         | 17 | 0 | 1  | 0 |
| B. Manu           | 27 | 3 | 0  | 1 |
| T. Müller         | 26 | 0 | 0  | 1 |
| T. Müller         | 22 | 1 | 1  | 0 |
| M. Netolitzky     | 1  | 0 | 0  | 0 |
| J. Neumann        | 2  | 0 | 0  | 0 |
| P. Pannier        | 4  | 0 | 0  | 0 |
| B. Pintol         | 8  | 3 | 1  | 0 |
| M. Röser          | 21 | 8 | 5  | 0 |
| T. Schilk         | 33 | 0 | 5  | 0 |
| O. Schnitzler     | 17 | 0 | 3  | 1 |
| P. Slišković      | 10 | 4 | 1  | 0 |
| H. Starostzik     | 15 | 0 | 5  | 0 |
| V. Stenzel        | 6  | 0 | 0  | 0 |
| E. Zenga          | 29 | 3 | 7  | 0 |